# خواكين أورتيغا
خواكين أورتيغا (بالألمانية: Joaquín Ortega) (مواليد 1981  م) هو راكب دراجة هوائية إسباني.

## روابط خارجية
- خواكين أورتيغا على موقع الاتحاد الدولي للدراجات (الإنجليزية)
- خواكين أورتيغا على موقع أرشيف الدراجات (الإنجليزية)
- خواكين أورتيغا على موقع إحصائيات الدراجات الإحترافية (الإنجليزية)